# 派娄斯之战
派娄斯之战是伯罗奔尼撒战争中的一场战役。

## 背景
前425年春季，由于雅典的盟国科西拉在不久前发生的党争与政变，因此雅典人派遣了四十条战船前往科西拉戡乱，尔后再前往西西里驻防雅典人在那里的殖民地，由攸利密顿与索福克利率领。在奥尔匹之战、爱多美尼之战中战功彪炳的德摩斯梯尼个人要求随行，得到了雅典当局的同意，并被给予一定的指挥权。当雅典的舰队到达斯巴达西北四十五英里的派娄斯时，德摩斯梯尼考虑到该地丰富的木石资源和险要的地理位置，要求在此处停泊一段时间，修筑防御工事以对斯巴达人以及伯罗奔尼撒同盟形成威胁和牵制。尽管另外两位指挥官反对，但是因为遭遇风暴，舰队只能选择在派娄斯作暂时的停靠。尽管最初德摩斯梯尼的计划亦没有得到一般士兵的响应，但是在风暴持续期间士兵们在派娄斯无所事事，最终听从了德摩斯梯尼的安排，花了六天，用有限的工具在派娄斯的天然的险要地形上修建了工事。风暴结束后舰队留给德摩斯梯尼五艘战船和少量兵士用于防守该地，其余的继续奔赴科西拉和西西里。
最初斯巴达城的守军并未对雅典人在派娄斯的活动给予足够的重视。不久后正在率军攻打雅典周边亚狄迦地区的斯巴达国王阿基斯与伯罗奔尼撒联军其他的指挥官一致认为派娄斯的陷落已经对伯罗奔尼撒半岛诸城邦形成了潜在的威胁，因此即刻班师，回到斯巴达集合援军，整顿军备，开往派娄斯。

## 准备阶段
包括赶在雅典舰队之前到达科西拉的六十艘斯巴达战船也接到进攻派娄斯的命令，他们绕开了适时离开了派娄斯不久北上科西拉的雅典舰队，前往派娄斯与陆军会合。伯罗奔尼撒的舰队还在路上时，德摩斯梯尼已经预料到了阿基斯的计划，秘密派遣两艘战船追赶正在北上的雅典舰队，请求他们折返援救派娄斯。而伯罗奔尼撒方面也预料到德摩斯梯尼会通知雅典的舰队回援，又考虑到派娄斯与其南侧的斯法吉亚岛之间的塞歧亚海峡极其狭窄、该岛南端到大陆距离也并不开阔，于是计划在这两段海面上用一系列的船舶封堵住，并在斯法吉亚岛上布置重装步兵防御，如此一来便可阻止雅典人的援军通过海面或者陆地进入派娄斯和斯法吉亚岛东侧的那瓦里诺湾，也就无法援助德摩斯梯尼在派娄斯的基地了——因为派娄斯面向公海的西侧可供舰船登陆的海岸很少。
德摩斯梯尼估计敌军会从水陆两方面同时向派娄斯进攻。他首先将剩下的三条战船藏在要塞下并用木栅栏遮掩住；随后，他将大部分军队安排在派娄斯面向大陆的东侧、要塞建筑得最为坚固的地方，再将军队中最为精锐的六十名重装步兵与少数弓箭手安排在防御工事外的面向公海的西侧：尽管该处陡峭崎岖，不易攀爬，却是整个防御工事最薄弱的所在，也因此是敌军最有可能会选择突破的地点。作战前，他对军队作了一番演讲，其中他提到：
他们（伯罗奔尼撒人）人数虽多，不论怎么的多，但是他们只能分批作战，因为敌人不能把所有的船舰都靠拢海岸边。我们不是在相等的条件下和人数超过我们的敌人在陆地上作战。翻转过来说，他们是在船舰上作战；海上的战斗必须由许多条件——例如，顺风，船舰运动的空间，等等——有利地配合起来，才能发生效力的。
雅典人的斗志被鼓舞起来，准备战斗。

## 战斗过程
雅典人准备迎战时，伯罗奔尼撒联军在海军大将色雷西密里达（Therasymelidas）的率领下开始进攻，其中包括四十三艘战船，而他集中进攻的地点正是德摩斯梯尼所预料到的西侧。因为作战空间逼仄，伯罗奔尼撒人只能分批登陆，不过士气旺盛。其中一艘战舰的指挥布拉西达斯的表现最为英勇，他用言语和行动鼓舞着战友前进，自己却在登陆时身受重伤，在船舷上晕死过去。尽管如此，雅典人在防守时也毫不示弱，再加上地势险峻，伯罗奔尼撒人进攻了两天仍然没有突破防线，被迫另寻他法。
这真算是个反乎常态的奇迹：雅典人在陆地上作战，并且是在斯巴达的领土上作战，对从海上来进攻的斯巴达人作战；而斯巴达人用海军设法在自己的海岸（这个海岸现在在敌人手中）登陆，以进攻雅典人。那时斯巴达人自负是大陆上的强国，而雅典人自负是一个海上强国，有世界上最大的海军。
伯罗奔尼撒人登陆未果，只得派遣一部分战船到附近收集木材，准备制作攻城器械，从派娄斯的东侧进攻。
就在此时，由五十四艘战舰组成的雅典的舰队赶到了。他们在派娄斯西边不远的小岛上过了一晚后准备在公海上与伯罗奔尼撒联军作战，但敌方海军并无此意，也没有执行早先封堵海湾入口的计划，而是准备和雅典的海军在那瓦里诺湾内战斗。于是，雅典的舰队通过两个入口驶入海湾，战斗很快爆发了，而雅典人也很快占据上风。斯巴达的战船开始往大陆方向逃逸，雅典海军乘胜追击，俘虏了很多敌方的战船。此刻在斯法吉亚岛上的斯巴达人大为恐慌，担心海军溃散后他们会滞留在岛上，因此跳入海中，与雅典的海军抢夺被俘的战舰。双方都各有伤亡，但斯巴达人还是夺回了一部分战船，回到斯法吉亚岛上的军营修整，其余的伯罗奔尼撒联军则集中在大陆上静观其变。雅典人开始环绕斯法吉亚岛航行，严密监视岛上与外界联系断绝的斯巴达人。

## 休战
斯巴达人知道了他们军队在派娄斯的失利后，当即派出官员与前线的雅典将军商谈。双方订立了临时和平协定，同意由斯巴达代表前往雅典城与雅典当局直接谈判。该临时协定的条款包括：
- 伯罗奔尼撒联军方面将参战的以及周边海域的总计六十艘战船交付雅典人作为协定的抵押；休战期间不得进攻雅典人在派娄斯的要塞；
- 雅典人允许留在大陆上的伯罗奔尼撒联军按照规定的数量运送给滞留在斯法吉亚岛上的斯巴达人：每人大麦饭两夸脱、酒一品脱、肉少量，侍从则减半；
- 口粮的运送须在雅典人的监视下进行，严禁私运；
- 雅典海军继续在斯法吉亚岛四周巡航监视，但不得登陆或擅自攻击岛上的斯巴达人；
- 若有任何一方违反本协定丝毫，该协定即告废止。该协定有效期持续至斯巴达代表从雅典归来；
- 雅典人须负责斯巴达代表的接送；
- 斯巴达代表归来后，雅典联军即归还伯罗奔尼撒联军扣押的战船并保持接收时的原况。

## 斯巴达代表在雅典的活动
斯巴达的代表在雅典作了公开发言，破天荒地提出了停止整个战争的提议，并且要求全数释放斯巴达的战俘。
雅典人由于占据了战局的主动，因此还想攫取更多的利益。雅典的著名政客克里昂进一步鼓动民众这一情绪，向斯巴达代表提出反议：岛上的人缴械投降；斯巴达归还伯罗奔尼撒战争爆发前雅典按照和平条约放弃的所有市镇。斯巴达代表未评价这个答复，而是要求成立一个委员会，专业而且理性地探讨这个问题。这一提议又遭到克里昂的攻击，他质疑斯巴达代表的诚意，因为他们不愿意和全体民众商议，而是要隔离出一小部分人并与他们商谈。斯巴达代表于是明白了，即便他们对雅典人做出让步也不一定能达成他们此行的既定目标，反而可能在盟友中落下恶名。谈判于是破裂，代表们回到派娄斯，临时和平协定也终止了。伯罗奔尼撒联军要求雅典联军归还抵押的六十艘战船，但雅典人指责伯罗奔尼撒联军在协定期间对派娄斯的要塞发动过进攻，因此拒绝归还战船。双方因此又准备开始作战了，斯法吉亚之战随即爆发。